# NGC 4475
NGC 4475 este o emission-line galaxy⁠(d) situată în constelația Părul Berenicei. A fost descoperită în 11 aprilie 1785 de către William Herschel. Se află la o distanță de 96,38 de megaparseci de Pământ.